# Líbero (futebol)

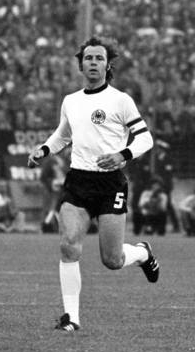
O líbero Franz Beckenbauer em atuação pela Seleção da Alemanha Ocidental em 1974.

No futebol, o líbero é o zagueiro/defesa central de sobra de uma equipe. O nome da posição vem do italiano libero, que significa "livre". Inicialmente, no Campeonato Italiano, a palavra designava um jogador que se posicionava atrás da linha de sua defesa e que controlava as possíveis brechas. Este papel requeria que seu posicionamento fosse livre, atrás da defesa, daí a origem do nome.
O líbero normalmente joga atrás da linha dos zagueiros centrais, atuando na sobra. Sem a posse de bola, joga como zagueiro e sua principal função é defender. Quando o time recupera a posse, tem liberdade para correr todo o campo, tendo como função auxiliar o time na armação das jogadas (e não apenas defender, como muitos pensam no Brasil).
O líbero sempre deve ficar no centro da defesa de sua equipe, não ficando perto demais da lateral, porque seu time tem espaço vazio na defesa, o que pode facilitar para a equipe adversária. De vez em quando, o líbero fica bem na frente dos demais zagueiros, pois ele precisa organizar a defesa quando o time adversário ataca.
No livro "Evolução Tática e Estratégias de Jogo", de Carlos Alberto Parreira, o líbero é definido como sendo o ponto de equilíbrio do time, dando segurança aos defensores de saírem para acompanhar a marcação. Parreira destaca que o líbero clássico é um jogador que se sobressai pela qualidade técnica e inteligência tanto para o jogo defensivo quanto para o ofensivo.
Por necessitar que o jogador possua qualidade técnica e leitura de jogo apuradas, este tipo de jogador já não é utilizado no futebol moderno. Além disso, a maioria das equipes atua com apenas 1 atacante fixo, fazendo com que a defesa contenha apenas 2 zagueiros.

## História

Formação 5-3-2. Note que o líbero (em inglês: "Sweeper") possui uma seta para cima, o que indica sua função ofensiva.

O primeiro time que se tem notícia de usar um jogador atrás da linha defensiva foi a Seleção Suíça, treinada pelo austríaco Karl Rappan na Copa de 1938, que eliminou a Alemanha de Hitler com seu "ferrolho", espécie de 5-4-1.
O raciocínio era simples: em tempos de marcação individual e WM (3-2-2-3), três defensores cuidavam do trio de ataque adversário. Pela direita, o lateral cuidava do ponta-esquerda, no centro o zagueiro central marcava o centroavante e o lateral esquerdo pegava o ponta-direita.
O "líbero" jogava na sobra da retaguarda. Mas com uma função primordial: aproveitar essa liberdade na construção do jogo. Se cada um pegasse o seu, quem marcaria esse jogador de trás? Era a chance de quebrar o sistema defensivo do adversário.
Franz Beckenbauer foi o melhor líbero da história do futebol. Porém, ele começou jogando no meio de campo. 
| “ | "Pensei que atuando atrás dos zagueiros, saindo para o jogo, eu teria a vantagem de atacar pelos dois lados" | ” |

Na Alemanha de 1974, Campeã do Mundo, o Kaiser jogava atrás de uma linha de três defensores, composta por Vogts, Schwarzenbeck e Breitner. Ou seja, ele era um defensor quando o time estava sem a posse de bola. Mas com ela, se tornava um autêntico meia. Tinha a liberdade de avançar, ocupando todos os espaços do meio-campo, tanto na volância quanto como meia-armador, auxiliando a dupla Hoeness e Overath na construção das jogadas e até nas finalizações.
Matthias Sammer, melhor jogador da Euro 96, que atuava como líbero do 3-4-1-2 usado pela campeã Alemanha. 

### Variações

#### Modelo Dinamarquês
Morten Olsen, na Dinamarca de Sepp Piontek, era o primeiro articulador, iniciando a saída de bola e aparecendo na frente. A Itália, campeã do Mundo em 1982, copiou este modelo, utilizando Scirea como um primeiro articulador, quando tinham a posse de bola.
Lothar Matthäus, campeão do mundo com a Alemanha em 1990, também é um grande nome que jogava como este tipo de líbero.

#### Modelo Italiano
O Modelo Italiano dá ao líbero a liberdade tática para se posicionar atrás ou à frente da linha de zagueiros, quando o time está sem a bola. Ou seja, pode ser um terceiro zagueiro atuando na sobra, ou um volante marcador. Conforme a equipe necessita, ele ultrapassa a linha de zagueiros e se torna um meio-campista, o que ameniza problemas contra adversários que povoam o setor. Assim, para exercer esta função, o jogador tem que ter boa leitura do jogo.
O maior exemplo de líbero à Italiana foi o zagueiro Franco Baresi.

#### Modelo Argentino
Nos anos 80, a Argentina de Carlos Bilardo utilizava o líbero apenas com funções defensivas. Brown jogava atrás de Cuciuffo e Ruggeri, só aparecendo no ataque em bolas paradas. Chegou ao título mundial de 86 atuando desta forma.
Na seleção brasileira da Copa de 1990, com Sebastião Lazaroni, Mauro Galvão era chamado de líbero, mas atuava na sobra.
| “ | "Era uma função diferente. Eu e os outros dois zagueiros tínhamos que cobrir os laterais, então eu não saía muito, ficava mais fixo." | ” |

Na década de 90, vários times brasileiros tentaram copiar o modelo argentino e passaram a utilizar três zagueiros. Assim, praticamente nenhum técnico brasileiro utiliza o líbero adequadamente, pois o utilizam como um terceiro zagueiro.
Felipão jogou e ganhou a copa de 2002 utilizando o líbero como um terceiro zagueiro, para dar liberdade aos laterais Cafu e Roberto Carlos.

#### Falso Líbero
O chamado "Falso Líbero" é exercida por goleiros que tem boas habilidades com os pés e jogam adiantados, como se fora um zagueiro atuando na sobra.
Rene Higuita, Rogério Ceni, Victor e mais recentemente Manuel Neuer, são exemplos de "Falsos Líberos"